# Vanadis världsomsegling
Vanadis världsomsegling var en seglingsexpedition runt jorden med fregatten HMS Vanadis som besökte Sydamerika, Oceanien, Asien och Europa. Den genomfördes mellan 1883 och 1885 och beställdes av Förenade kungariket Sverige och Norge. Expeditionen var av militär, ekonomisk, diplomatisk och vetenskaplig karaktär. Det var dels ett utbildningsuppdrag och dels till för att främja svensk sjöfart och handel. Kapten på fartyget var Otto Lagerberg. Andra deltagare var prins Oscar, meteorolog Gottfrid Fineman och läkare och marinbiolog Karl Rudberg tillsammans med mer än 300 officerare och sjömän. Ombord var också den svenske arkeologen och etnografen Hjalmar Stolpe som under landsutflykter samlade 7500 etnografiska och arkeologiska föremål för ett etnografiskt museum i Sverige. Föremålen förvärvades genom inköp eller som gåvor från inhemska och västerländska invånare på de platser som Vanadis stannade. Stolpe åtföljdes av fotografen Oscar Ekholm, vilket resulterade i cirka 700 bilder. Föremålen och fotografierna finns nu på Etnografiska museet i Stockholm.

## Start
Vanadis lämnade Karlskrona den 5 december 1883. Sista stopp i Europa var Lissabon i Portugal som de nådde den 23 december. Vid samma tid låg barken "Borghild" från Fredrikshald (nuvarande Halden) med kaptenen Jens E. Amundsen i samma stad. Borghild hade passerat vulkanen Krakatau mellan Sumatra och Java i Indonesien under utbrottet i augusti 1883. Amundsen hade med sig flera föremål och Hjalmar Stolpe kunde förvärva sina första föremål, bland annat aska från vulkanen samt föremål från Nya Hebriderna (Vanuatu) och Salomonöarna.

## Sydamerika (februari–april)

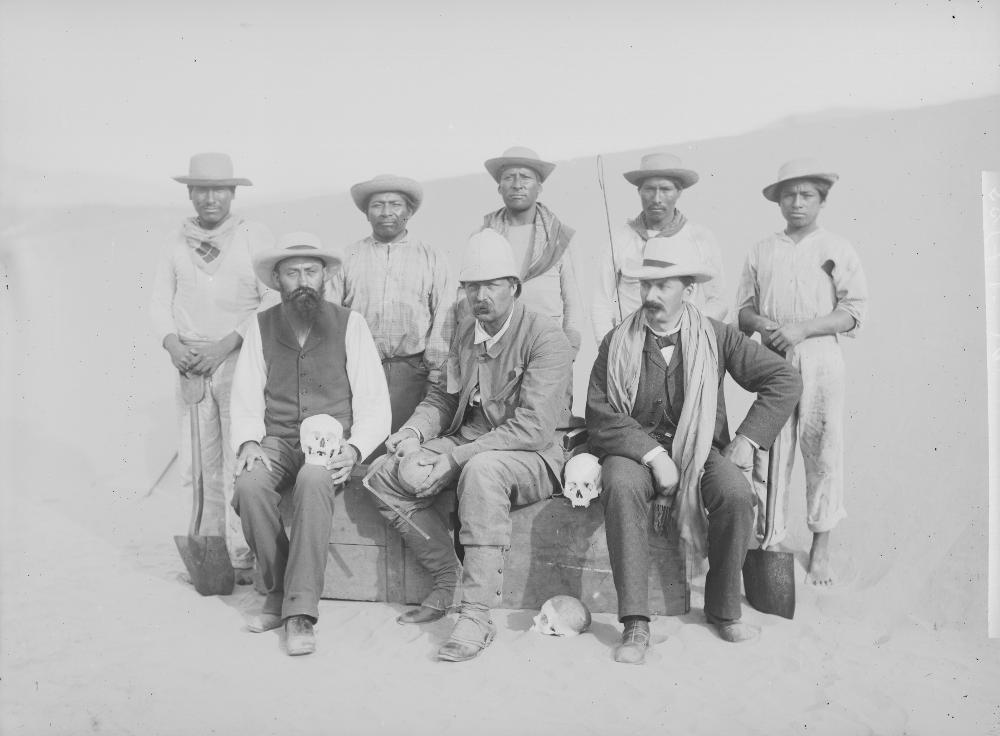
Hjalmar Stolpe i Ancón, Peru. Foto: Oskar Ekholm.

Den 1 februari ankrade Vanadis utanför Rio de Janeiro. Rio hade två ankarplatser och Vanadis låg vid den yttre under en vecka. Besättningen fick inte gå i land på grund av gula febern men officerarna fick. Efter Brasilien fortsatte skeppet söderut till Punta Arenas, Borja Bay, Colombine Cove (Newton Island), Molyneux Sound och Green Harbor. I Punta Arenas träffade Stolpe dansken Meidell som skänkte en samling föremål från missionsstationen Ooshooia (Ushuaia) som låg på den södra delen av Eldslandet. Från skeppshandlaren Wehrhahn förvärvade han ytterligare föremål från samma område. Den tredje april 1884 anlände Vanadis till Callao, en hamnstad 10 kilometer från Lima. Under den tid som Vanadis besökte Lima, gjorde Hjalmar Stolpe utgrävningar på den arkeologiska platsen i Ancon. Många föremål i Vanadissamlingen på Etnografiska museet anges ha sitt ursprung Ancón. Dessa inkluderar fem mumier med gravgåvor samt ytinsamlade textilier. Detta material tillsammans med inköp som Stolpe gjorde i Peru blev den första leveransen av många som skickades tillbaka till Stockholm.

## Stilla havet (maj–augusti)

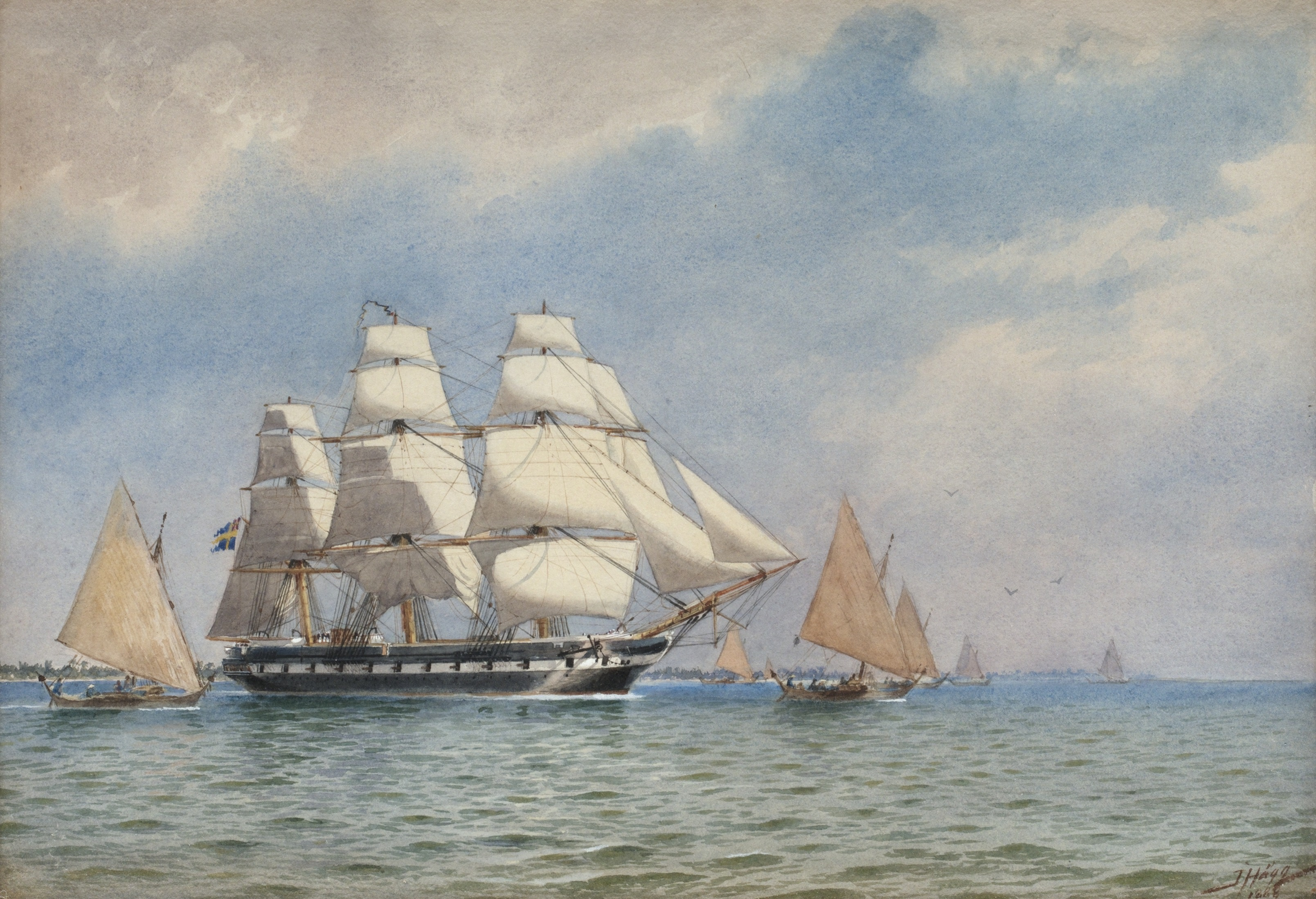
Vanadis kommer till Jaluit. Målning av Jacob Hägg.

Mellan maj och augusti 1884 stannade Vanadis på flera platser i Polynesien och i Mikronesien. 8–12 maj nådde de den första hamnen, Nuku Hiva på Marquesasöarna och nästa stopp var Fakarava på Tuamotuöarna (15-17 maj). Tahiti på Sällskapsöarna blev nästa ö och här stannade de i nästan två veckor (19 maj - 2 juni), följt av Oahu, en av Hawaiis öar (20 juni - 10 juli). Kapten Lagerberg och prins Oscar besökte palatset och kungen Kalakaua besökte skeppet tre dagar senare. Prinsen och några kamrater passade på att besöka vulkanen Kilauea. Sista stoppet i Stilla havet var Jaluit på Marshallöarna (26 juli - 2 augusti).

## Japan och Hong Kong (26 augusti–29 oktober)
Efter 3 veckor till sjöss anlände Vanadis till Japan och första stoppet var Yokohama. Det gavs då tillfälle att besiktiga fartyget. Det var också tid för en mycket kort audition hos kejsaren Meiji i Tokyo. Under sin tid i Japan upplevde de också en mycket svår tyfon.

## Filippinerna (1–6 november)

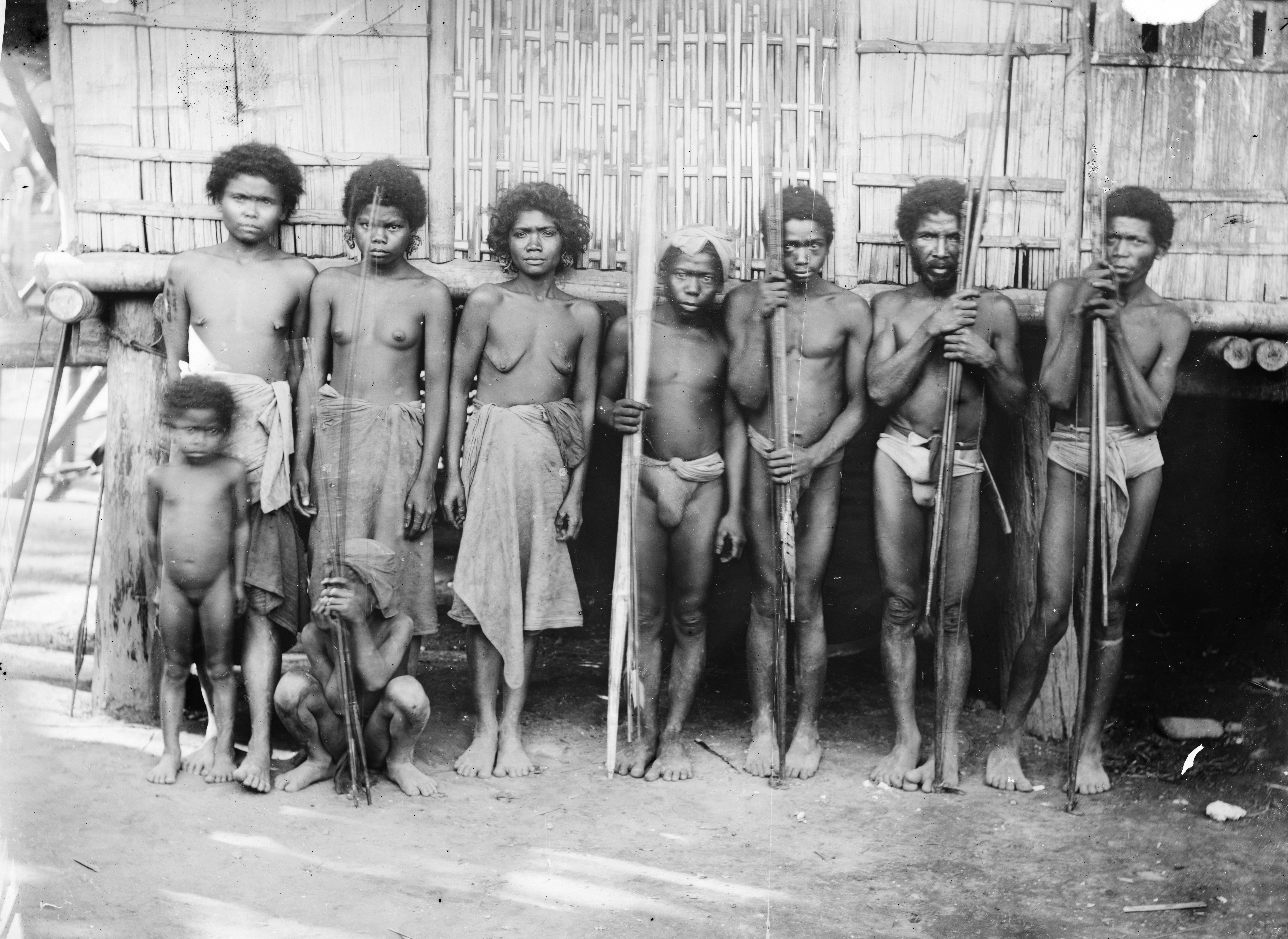
Cabcaben, by nedanför Marivelesberget på Luzon. Det var i Cabcaben de aeta samlades som Hjalmar Stolpe träffade 1884. Foto: Oscar Ekholm

När Vanadis kom till Manila var mottagningen överväldigande. Vid den tiden var Filippinerna fortfarande en del av det spanska riket och den spanske guvernören ville göra intryck på den svenske prinsen. Och han lyckades; prins Oscar och officerarna blev bjudna på middagar, fester och utflykter. Överallt de kom vajade flaggor och dekorationer i svenska färger och fyrverkerier avfyrades.
Hjalmar Stolpe ville använda tiden för att samla etnografika från öarnas lokalbefolkning. Han anlitade en båt men efter bara några timmar till havs drabbades de av tekniska problem och de tvingades tillbaka till land nära byn Cabeaben i Marivelesbergen. Här träffade de lokalbefolkningen, tagaler och aeta, och Ekholm tog cirka 20 fotografier och Stolpe dokumenterade tatueringar. Stolpe samlade in över 80 föremål under tiden på Filippinerna, de flesta av dem är från resan till Mariveles.

## Bangkok (17–22 november)
Tio dagar efter att Vanadis lämnade Manilla nådde de Bangkok i Siam (Thailand). De möttes av det kungliga skeppet HMS Vesatri och svenskarna gick över till Vesatri där de välkomnades av skeppets danska kapten Andreas du Plessis de Richelieu och hans yngre bror löjtnant Louis du Plessis de Richelieu. Resan till Bangkok gick förbi vad besättningen upplevde som mycket exotiska landskap och sedan uppför floden Chao Phraya. Ombord serverades lunch med underhållning av en stor orkester och efter fem timmar förtöjde båten vid Grand Palace. De mottogs av prins Bhanurangsi Savangwongse, som erbjöd vagnar till dem, och de kördes till prinsens palats (Saranrom).
Den viktigaste officiella händelsen var audiens hos kungen, Chulalongkorn. Otto Lagerberg, prins Oscar och de andra officerarna fick en inbjudan och efter audiensen erbjöds underhållning och visning av Grand Palace och Wat Phra Kaeo. Besöket varade bara några dagar men under denna tid lyckades Stolpe hopbringa en stor samling genom gåvor från tjänstemän som de träffade men också genom att köpa vardagsföremål på basarerna.

## Singapore (28 november–3 december)
Vanadis nådde Singapore den 28 november. Det blev ett relativt kort stopp. Ekholm lyckades ta flera porträtt av olika människor från området och Stolpe träffade Wilhelm von Malein, en ryss som talade svenska. Med hjälp av Malein köpte Stolpe föremål från Java, Borneo och Malackahalvön.

## Indien (16 december 1884–februari 1885)
Hjalmar Stolpe och skeppets kapten, Otto Lagerberg, drog inte jämnt och när fregatten nådde Calcutta i december 1884 lämnade Stolpe expeditionen. Han ordnade tillstånd att resa genom norra Indien och Kashmir i tre månader. Han återvände därefter på egen hand till Sverige. Under sin tid i Indien samlade Stolpe många etnografiska föremål i syfte att ge "en mycket rikare bild av det nordindiska folkens livsstil och kulturella ställning".

## Afrika (februari–mars 1885)
På väg från Indien stannade Vanadis vid Aden, Jemen. Svante Natt och Dag berättar i sin bok om Aden att "allt som är att säga är att vi kom, stannade och lämnade". 20 februari 1885 kom fartyget till Massawa, Eritrea. Här såg de italienska soldater och de träffade också svenska missionärer och besökte deras missionsstation. Missionärerna i sin tur besökte Vanadis och åt lunch på fartyget. Den 25 februari lämnade Vanadis Massawa. I början av mars nådde de Suezkanalen och Port Said, Egypten. Nästa stopp var Alexandria den 11 mars. Svante Natt och Dag berättar i sin bok om en resa till Kairo och pyramiderna som en liten grupp från fartyget gjorde dagen efter, bland andra prinsen, kapten Lagerberg och Oscar von Heidenstam, som var svensk generalkonsul i Alexandria. Under denna resa besökte de också Tewfik Pasha.

## Malta och Sverige (mars–maj 1885)
Den 24 mars ankrade Vanadis i Valletta, Malta. Här träffade de generalkonsul Olof Fredrik Gollcher som ordnade för prinsen och några andra att besöka teatern. Efter fyra dagar på Malta fortsatte Vanadis mot Gibraltar som de nådde den 11 april. Sista stopp på väg före Stockholm var Karlskrona och den 9 maj förankrade Vanadis i Stockholm. Efter hemkomsten öppnades två utställningar i Stockholm och Göteborg med föremål och bilder från resan.